# ニチレイレディス

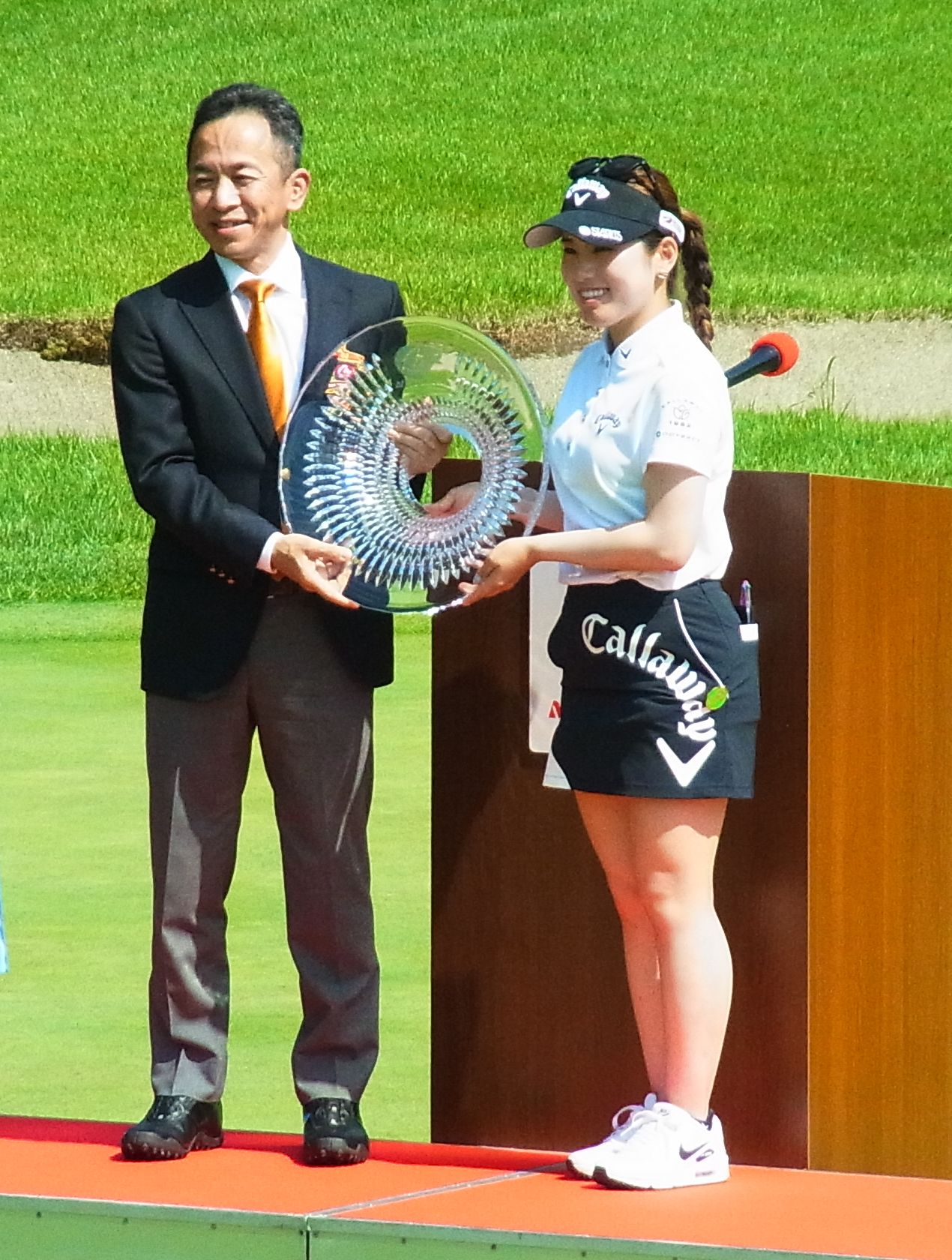
ニチレイレディス 2022 西村優菜
（袖ヶ浦カンツリークラブ 新袖コース）

ニチレイレディスは、日本女子プロゴルフ協会 (JLPGA) 公認の女子プロゴルフツアーの一つであり、毎年6月第3週から第4週に開催される。

## 概要
2005年までは主催企業の名前を取り「アピタ・サークルK・サンクスレディス」という名称で「ユーグリーン中津川ゴルフ倶楽部」（岐阜県中津川市）で開催されていたが、2006年度大会からは株式会社ニチレイが主催者となり、大会名称を『ニチレイレディス』に改め、更に大会の会場を「美浦ゴルフ倶楽部」（茨城県稲敷郡美浦村）に変更した。2006年大会については、ユニーも前身の大会に引き続き共同主催という立場だった。
2007年からは、ニチレイ主催、パシフィックゴルフマネージメント株式会社 (PGM) が共催という運営体制になり、『ニチレイPGMレディス』に改めたが、2009年にPGMが主催者から撤退。
2010年からは再度ニチレイの単独主催となり、会場を「袖ヶ浦カンツリークラブ」新袖コース（千葉市若葉区）に舞台を移し現在に至る。
2021年現在、賞金総額1億円、優勝賞金1800万円。

## 歴代優勝者
| 開催年 | 開催回 | 大会名称                            | 優勝者名             | 開催コース                       |
| ------ | ------ | ----------------------------------- | -------------------- | -------------------------------- |
| 1998年 | 第1回  | アピタ・サークルK・サンクスレディス | 塩谷育代             | ユーグリーン中津川ゴルフ倶楽部   |
| 1999年 | 第2回  | アピタ・サークルK・サンクスレディス | 肥後かおり           | ユーグリーン中津川ゴルフ倶楽部   |
| 2000年 | 第3回  | アピタ・サークルK・サンクスレディス | 不動裕理             | ユーグリーン中津川ゴルフ倶楽部   |
| 2001年 | 第4回  | アピタ・サークルK・サンクスレディス | 米山みどり           | ユーグリーン中津川ゴルフ倶楽部   |
| 2002年 | 第5回  | アピタ・サークルK・サンクスレディス | 高橋美保子           | ユーグリーン中津川ゴルフ倶楽部   |
| 2003年 | 第6回  | アピタ・サークルK・サンクスレディス | ウェイ・ユンジェ     | ユーグリーン中津川ゴルフ倶楽部   |
| 2004年 | 第7回  | アピタ・サークルK・サンクスレディス | 宮里藍               | ユーグリーン中津川ゴルフ倶楽部   |
| 2005年 | 第8回  | アピタ・サークルK・サンクスレディス | 具玉姫               | ユーグリーン中津川ゴルフ倶楽部   |
| 2006年 | 第9回  | ニチレイレディス                    | 横峯さくら           | 美浦ゴルフ倶楽部                 |
| 2007年 | 第10回 | ニチレイPGMレディス                 | 大山志保             | 美浦ゴルフ倶楽部                 |
| 2008年 | 第11回 | ニチレイPGMレディス                 | 三塚優子             | 美浦ゴルフ倶楽部                 |
| 2009年 | 第12回 | ニチレイPGMレディス                 | 横峯さくら           | 美浦ゴルフ倶楽部                 |
| 2010年 | 第13回 | ニチレイレディス                    | 全美貞               | 袖ヶ浦カンツリークラブ新袖コース |
| 2011年 | 第14回 | ニチレイレディス                    | 李知姫               | 袖ヶ浦カンツリークラブ新袖コース |
| 2012年 | 第15回 | ニチレイレディス                    | 辛炫周               | 袖ヶ浦カンツリークラブ新袖コース |
| 2013年 | 第16回 | ニチレイレディス                    | 吉田弓美子           | 袖ヶ浦カンツリークラブ新袖コース |
| 2014年 | 第17回 | ニチレイレディス                    | 申智愛（大会三連覇） | 袖ヶ浦カンツリークラブ新袖コース |
| 2015年 | 第18回 | ニチレイレディス                    | 申智愛（大会三連覇） | 袖ヶ浦カンツリークラブ新袖コース |
| 2016年 | 第19回 | ニチレイレディス                    | 申智愛（大会三連覇） | 袖ヶ浦カンツリークラブ新袖コース |
| 2017年 | 第20回 | ニチレイレディス                    | テレサ・ルー         | 袖ヶ浦カンツリークラブ新袖コース |
| 2018年 | 第21回 | ニチレイレディス                    | 鈴木愛（大会連覇）   | 袖ヶ浦カンツリークラブ新袖コース |
| 2019年 | 第22回 | ニチレイレディス                    | 鈴木愛（大会連覇）   | 袖ヶ浦カンツリークラブ新袖コース |
| 2020年 | 第23回 | ニチレイレディス                    | 中止                 | 袖ヶ浦カンツリークラブ新袖コース |
| 2021年 | 第24回 | ニチレイレディス                    | 申智愛               | 袖ヶ浦カンツリークラブ新袖コース |
| 2022年 | 第25回 | ニチレイレディス                    | 西村優菜             | 袖ヶ浦カンツリークラブ新袖コース |
| 2023年 | 第26回 | ニチレイレディス                    | 山下美夢有           | 袖ヶ浦カンツリークラブ新袖コース |
| 2024年 | 第27回 | ニチレイレディス                    | 岩井明愛             | 袖ヶ浦カンツリークラブ新袖コース |
| 2025年 | 第27回 | ニチレイレディス                    | 入谷響               | 袖ヶ浦カンツリークラブ新袖コース |

## テレビ中継
- テレビ中継は2025年からテレビ朝日系列での放送となる[11]。なお、2005年まではテレビ愛知制作、2006年から2024年まではテレビ東京系列6局ネット並びにBSデジタル放送のBSテレ東で放送されていた。